# Maitane Etxeberria
Maitane Etxeberria Martínez (nacida el 15 de enero de 1997 en Lezo, Guipúzcoa) es una jugadora de balonmano española. Juega actualmente en la posición de extremo derecho en el Balonmano Bera Bera de la Liga Guerreras Iberdrola y es internacional con la Selección femenina de balonmano de España.

## Mundial 2019
Fue medalla de plata en el Mundial de Japón 2019.

## Galardones
- 2 x Mejor extremo derecho de la Liga Guerreras Iberdrola 2022-23[2]y 2023-24.[3]